# Маріус і Жанетт
«Маріус і Жанетт» (фр. Marius et Jeannette) — французький фільм, кінорежисера Робера Гедігяна, поставлений у 1997 році. Фільм отримав Премію «Люм'єр» за найкращий фільм року та був номінований у семи категоріях на премію «Сезар», в одній з яких переміг .

## Сюжет
Жанетт живе в робочому районі Марселя і сама виховує двох дітей. Її невеликої зарплати ледве вистачає, щоб зводити кінці з кінцями. Одного дня вона вирушає на покинутий цементний завод і там за не зовсім приємних обставин знайомиться з Маріусом, який живе тут і працює сторожем. Їх зустріч буде непростою, оскільки окрім труднощів, пов'язаних з соціальним станом, життя колись дуже ранило кожного з них…

## В ролях
| Актор(ка)          |   | Роль                   |
| ------------------ | - | ---------------------- |
| Аріана Аскарід     | • | Жанетт                 |
| Жерар Мейлан       | • | Маріус                 |
| Паскаль Робер      | • | Каролін                |
| Жак Буде           | • | Джастін                |
| Фредеріка Бонналь  | • | Монік                  |
| Жан-П'єр Дарруссен | • | Деде                   |
| Летиція Пезенті    | • | Мажалі / донька Жанетт |
| Мелуд Насер        | • | Малек, син Жанетт      |
| П'єр Бандере       | • | мосьє Ебрар            |

## Нагороди та номінації
| Нагороди та номінації фільм «Маріус і Жанетт» | Нагороди та номінації фільм «Маріус і Жанетт» | Нагороди та номінації фільм «Маріус і Жанетт» | Нагороди та номінації фільм «Маріус і Жанетт» | Нагороди та номінації фільм «Маріус і Жанетт» | Нагороди та номінації фільм «Маріус і Жанетт» |
| Рік                                           | Нагорода                                      | Категорія                                     | Номінант                                      | Результат                                     |                                               |
| --------------------------------------------- | --------------------------------------------- | --------------------------------------------- | --------------------------------------------- | --------------------------------------------- | --------------------------------------------- |
| 1997                                          | Женевський кінофестиваль                      | Гран-прі Cinéma Tout Ecran                    | Робер Гедігян                                 | Перемога                                      |                                               |
| 1997                                          | Приз Луї Деллюка                              | Найкращий фільм                               | Робер Гедігян                                 | Перемога                                      |                                               |
| 1998                                          | Премія «Люм'єр»                               | Найкращий фільм                               | Робер Гедігян                                 | Перемога                                      |                                               |
| 1998                                          | Премія «Сезар»                                | Найкращий фільм                               | фільм                                         | Номінація                                     |                                               |
| 1998                                          | Премія «Сезар»                                | Найкращий режисер                             | Робер Гедігян                                 | Номінація                                     |                                               |
| 1998                                          | Премія «Сезар»                                | Найкраща акторка                              | Аріан Аскарід                                 | Перемога                                      |                                               |
| 1998                                          | Премія «Сезар»                                | Найкращий сценарій                            | Жан-Луї Мілезі, Робер Гедігян                 | Номінація                                     |                                               |
| 1998                                          | Премія «Сезар»                                | Найкращий актор другого плану                 | Жан-П'єр Дарруссен                            | Номінація                                     |                                               |
| 1998                                          | Премія «Сезар»                                | Найкраща акторка другого плану                | Паскаль Робер                                 | Номінація                                     |                                               |
| 1998                                          | Премія «Сезар»                                | Найперспективніша акторка                     | Летиція Пезенті                               | Номінація                                     |                                               |
| 1998                                          | Паризький кінофестиваль                       | Премія преси                                  | Робер Гедігян                                 | Перемога                                      |                                               |
| 1999                                          | Премія «Сант Жорді» (Каталонія, Іспанія)      | Найкраща іноземна акторка                     | Аріан Аскарід                                 | Перемога                                      |                                               |
| 1999                                          | Премія «Гойя»                                 | Найкращий європейський фільм                  | Робер Гедігян                                 | Номінація                                     |                                               |